# Yegor Nikulin
Yegor Yuryevich Nikulin (tiếng Nga: Егор Юрьевич Никулин; sinh ngày 16 tháng 1 năm 1997) là một cầu thủ bóng đá người Nga. Anh thi đấu cho F.K. Spartak Moskva và F.K. Spartak-2 Moskva.

## Sự nghiệp câu lạc bộ
Anh ra mắt chuyên nghiệp tại Giải bóng đá chuyên nghiệp quốc gia Nga cho FC Chertanovo Moskva vào ngày 28 tháng 8 năm 2014 trong trận đấu với FC Kaluga.